# Piper uspantanense
Piper uspantanense är en pepparväxtart som beskrevs av C Dc. och J. D Smith. Piper uspantanense ingår i släktet Piper och familjen pepparväxter. Inga underarter finns listade i Catalogue of Life.